# منزل منكو

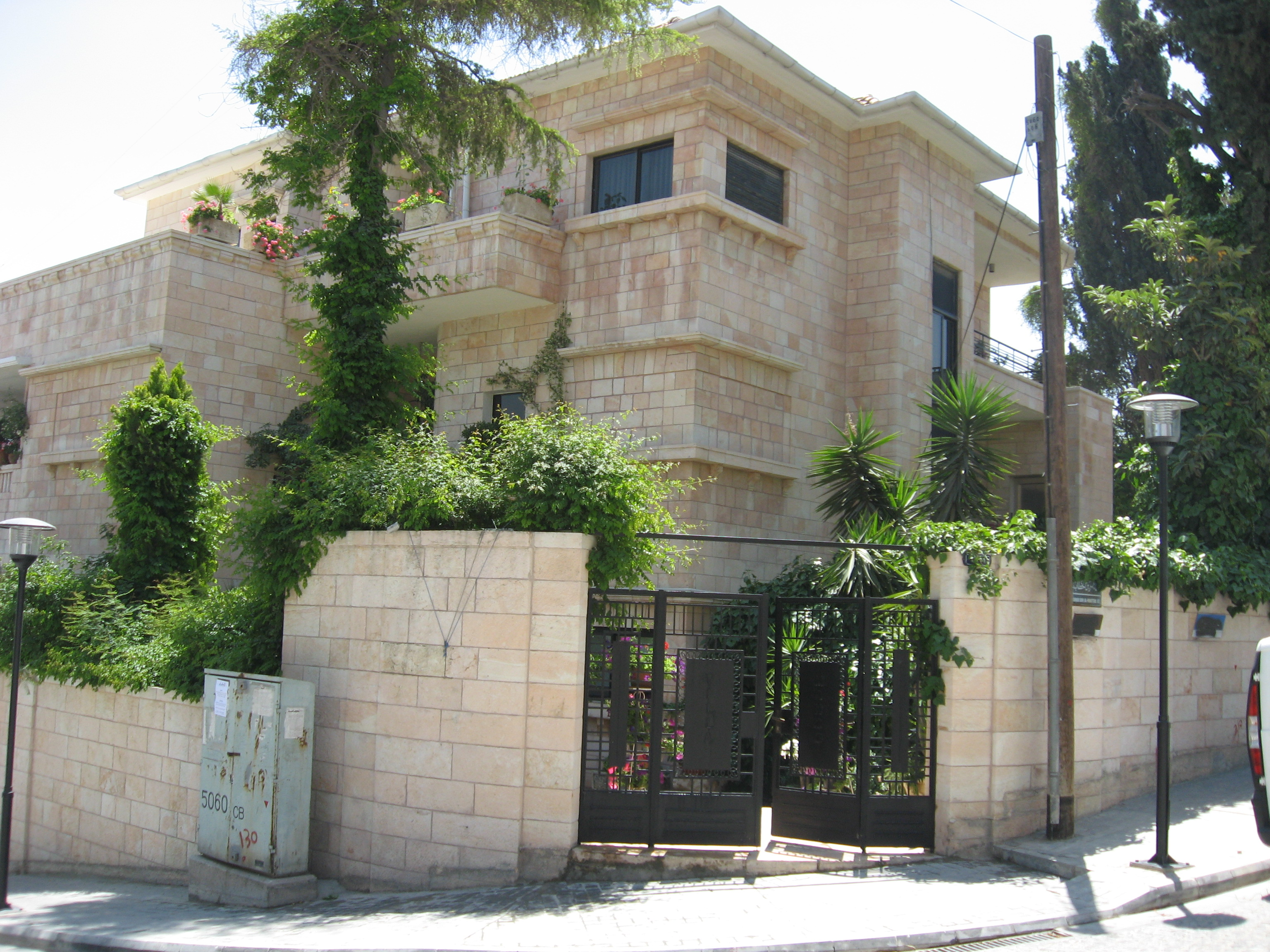
البوابة الرئيسية لمنزل منكو

يقع منزل منكو في شارع منكو في العاصمة عمان، الأردن، ويطل المبنى باتجاه الجبل الاخضر الذي يقع على الجانب المقابل من الوادي الذي يقع في وسط عمان.

## العمارة

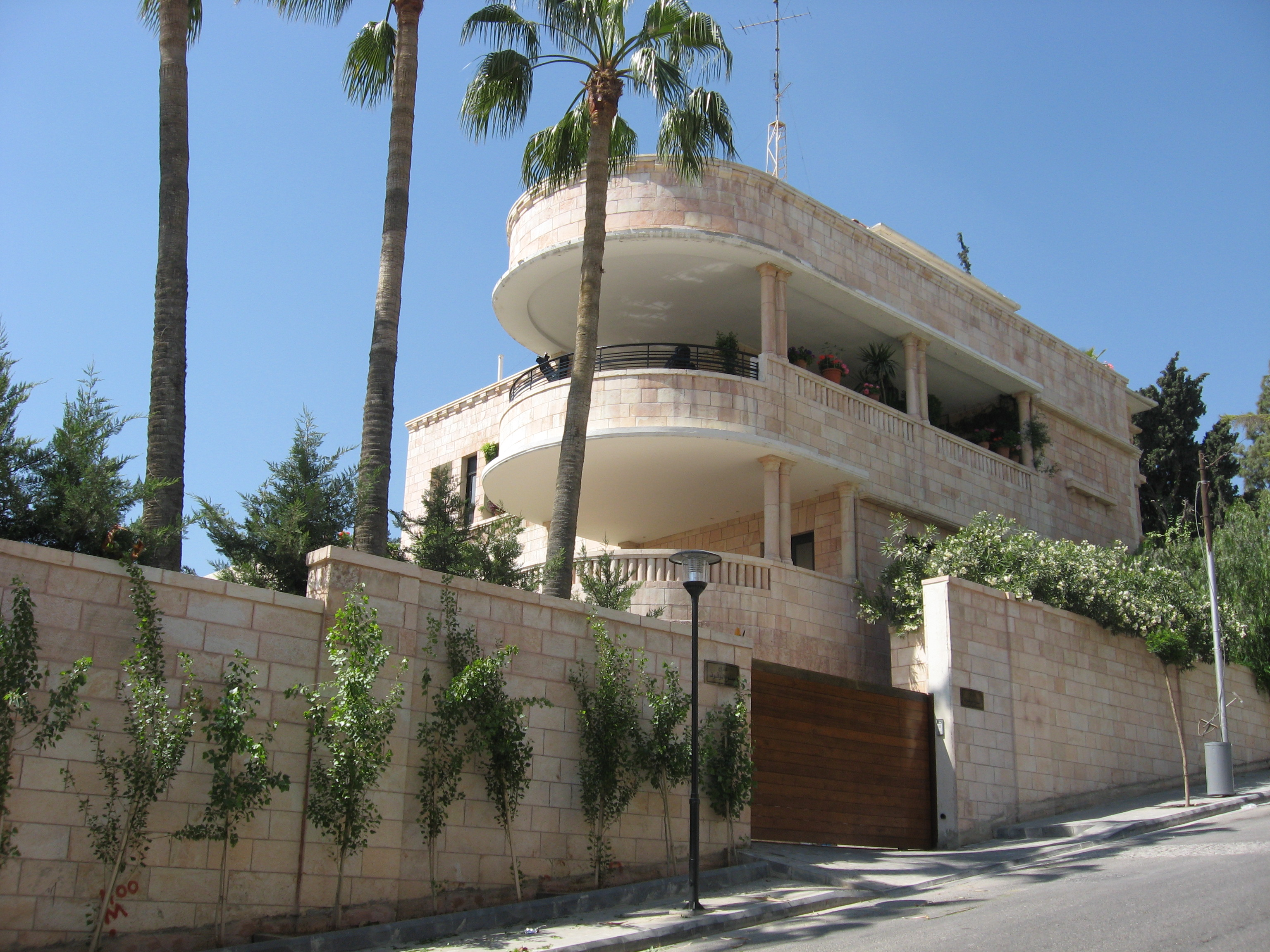
الشرفات الملفته التي يتميز بها منزل منكو

تم تصميم منزل منكو من قبل المهندس المعماري مختار صقر، الذي صممه بالقرب من بيت البلبيسي الثاني، يقع منزل منكو على جبل عمان، وهو بمثابة مثال على نمط جديد من العمارة الأردنية ويختلف كثيرا عن المنازل التي بنيت في المنطقة خلال العشرينات والثلاثينيات، وكذلك من معاصريها في الاربعينات. تم بناء المنزل من حجر الورد السلس ولديه العديد من الشرفات الملتفه. إن التشابه الواضح بين منزل منكو مع المنازل الأخرى في الاربعينيات هو الفصل الواضح بين الغرف، بدلا من استخدام خطة ثلاثية أكثر تقليدية. تم بناء منزل منكو من جزئين منفصلين، وذلك لاستيعاب الشقيقين الذين يعيشان فيه عندما تم بناءه

## التاريخ
تم بناء منزل منكو في أواخر الأربعينيات من قبل الأخوين كمال وعلي منكو، أبناء حمدي منكو، الذين كانوا جزءا من إحدى السلالات التجارية الرئيسية في عمان خلال ذلك العصر. بني المنزل على شارع عمر بن الخطاب (الذي كان يطلق عليه فيما بعد اسم شارع منكو)، وكان المنزل قريب إلى العديد من المنازل الأخرى، جنوب بيت حمو وعكراوي، وعبر الشارع من منزل المفتي. عندما بنيت عائلة منكو المنزل كانت تملك أيضا عدة منازل أخرى في شارع منكو. خلال 1970 تم إعادة تشكيل المناطق الداخلية من الطابق العلوي. تم تجديد الوحدة العليا إلى أبعد من ذلك عندما أضيف في عام 1995 سقيفة من غرفتين. لا تزال عائلة منكو تعيش في المنزل لهذا اليوم.